# Cene
Cene ist eine italienische Gemeinde (comune) mit 4073 Einwohnern (Stand 31. Dezember 2023) in der Provinz Bergamo, in der Lombardei.
Die Nachbarorte sind Albino, Bianzano, Casnigo, Cazzano Sant’Andrea, Fiorano al Serio, Gaverina Terme, Gazzaniga und Leffe.

## Bevölkerungsentwicklung
Cene zählt 1656 Privathaushalte. Zwischen 1991 und 2001 stieg die Einwohnerzahl von 3630 auf 3931. Dies entspricht einem prozentualen Zuwachs von 8,3 %.